# Kasteel van Pau

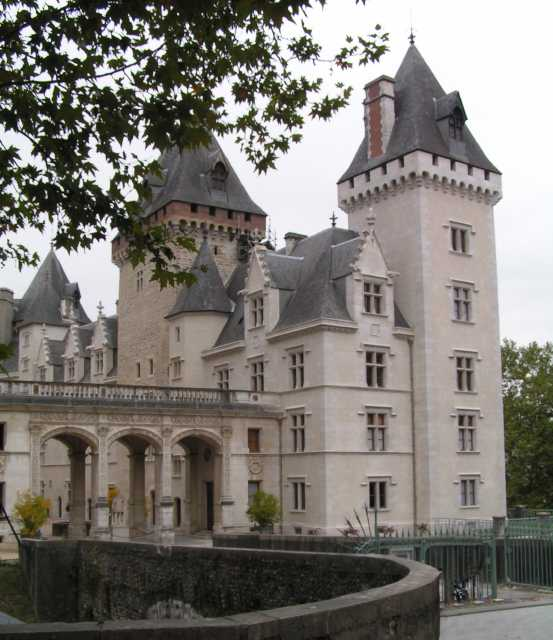
Kasteel van Pau

Het Kasteel van Pau (Frans: Château de Pau) is een kasteel uit 1370 in het centrum van Pau de hoofdstad van de Pyrénées-Atlantiques en Béarn. Koning Hendrik IV van Frankrijk en Navarra is hier geboren op 13 december 1553. Ook de burggraven van Béarn woonden hier.
Napoleon Bonaparte verbleef hier in de zomer. Er zijn verschillende kunstwerken te zien in het kasteel, dat als museum is opengesteld. Zo is er een verzameling Vlaamse wandkleden en een collectie porselein.